# گمینا خژانستوویتسه
گمینا خژانستوویتسه (به لهستانی:  Gmina Chrząstowice) یک گمینا در لهستان است که در شهرستان اوپوله واقع شده‌است. گمینا خژانستوویتسه ۸۲٫۳۱ کیلومتر مربع مساحت و ۶٬۶۵۵ نفر جمعیت دارد.